# Alea (Argolis)

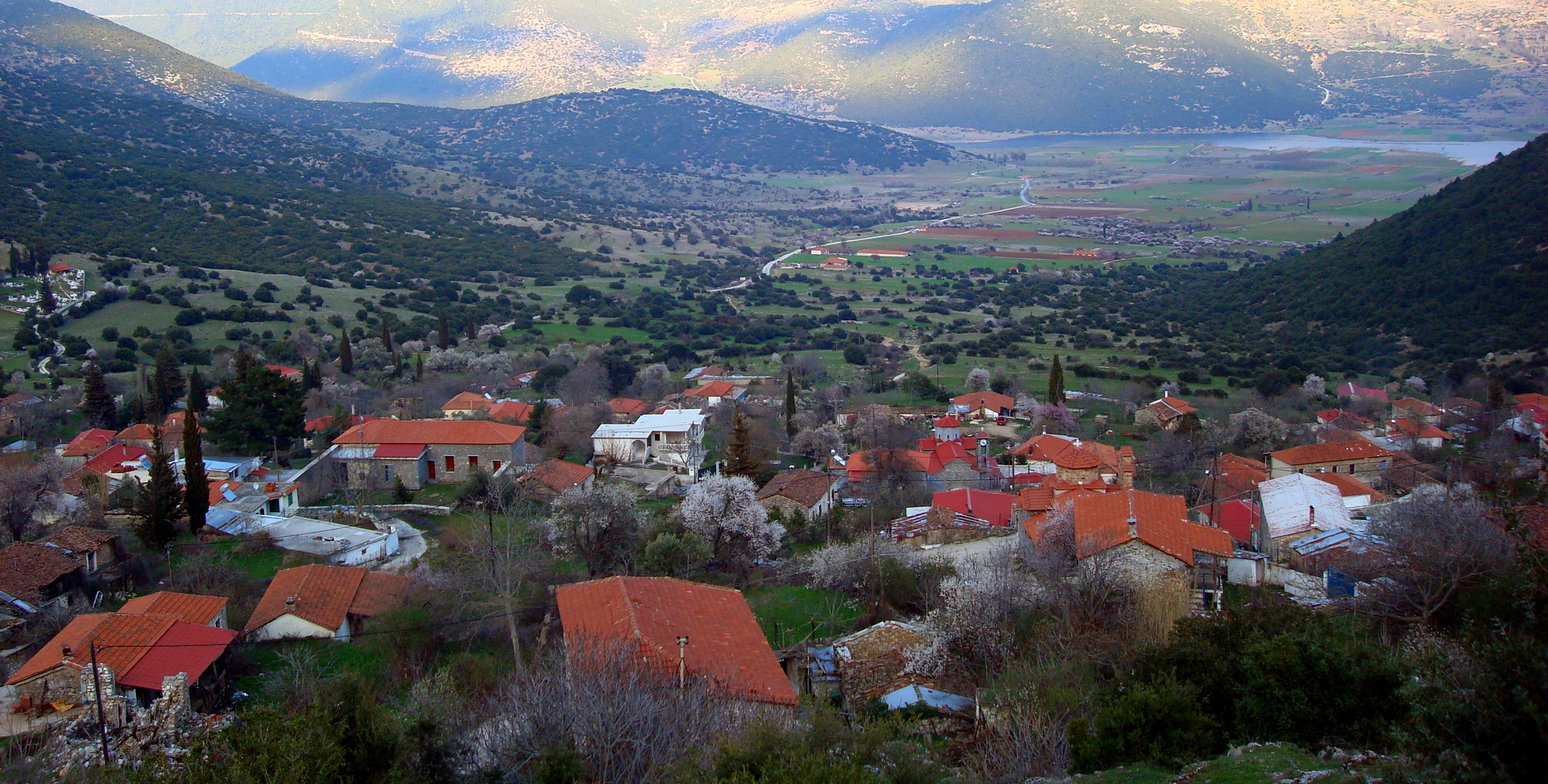
Alea (Argolis), im Hintergrund Wasserstau am Katavothra

Alea (griechisch Αλέα (f. sg.)) ist ein griechisches Dorf mit (2011) 103 Einwohnern in der Region Peloponnes am Fuß des Xerovouni. Von 1912 bis 2010 war Alea eine eigenständige Landgemeinde (kinotita) in der Präfektur Argolis, die 1997 um die Ortsteile Skotini (348 Einwohner), Agios Nikolaos (139), und Frousiouna (69) erweitert wurde. Mit Wirkung vom 1. Januar 2011 wurde Alea in die neu geschaffene Gemeinde Argos-Mykene eingemeindet, wo es seither einen Gemeindebezirk bildet.
In der Antike befand sich eine befestigte Siedlung gleichen Namens rund 3 km nordöstlich des heutigen Ortes auf einer Anhöhe. Pausanias Periegetes bezeugt, dass hier ein jährliches Fest namens Skierias stattfand, bei dem Frauen gegeißelt wurden. Damals verlief die Grenze zwischen Arkadien und der Argolis etwas weiter östlich, sodass Alea seinerzeit zu Arkadien gehörte. In der Kaiserzeit wurde Alea zur Argolis gerechnet.
Das namengebende Dorf ▼ hieß bis 1928 Bougiati (Μπουγιάτι) und wurde nach der antiken Stadt ▼ umbenannt.